# 欧州大学院
欧州大学院（おうしゅうだいがくいん、英: European University Institute, EUI、伊: Istituto Universitario Europeo, IUE）は、欧州共同体加盟国がヨーロッパ社会の展望について、文化的、科学的な発展に寄与するために設立した、大学院生および博士研究員による国際研究機関。フィレンツェに設置されている。EUIは法令により政府間機関とされている。EUの歴史文書館を併設し、ヨーロッパ研究、特にEU研究において、世界最高峰の教育・研究機関として名高く、ヨーロッパを中心に世界中から著名な教授陣、及び、優秀な博士研究員が集うことで知られている。

## 沿革
ヨーロッパ規模での教育・研究機関を設立する構想が浮上したのは1955年のメッシーナ会議が開かれた際であり、具体化したのは1972年で、当時のEC加盟国が設立議定書に調印し、EUIをフィレンツェに置くことに合意し1976年に開学した。世界のEU研究において中心的な役割を担い、博士課程への入学は屈指の難関であり、EUIの博士号は高い評価を得ている。EUI研究生に選抜されると、EU各国政府より年間の学費12,000ユーロ（約150万円）と同額以上の奨学金が支給されという好待遇を得ることができる。このように研究に専念できる環境であることも、EUIへの志望動機を高める要因の一つとなっている。

## 機構
EUIには以下の4つの研究科が設置されている。
- 経済学研究科
- 歴史・文明学研究科
- 法学研究科
- 政治・社会学研究科

また総合研究機関であるロベール・シューマン高等研究センター (Robert Schuman Centre for Advanced Studies) では、時々のヨーロッパ社会における重要な政治課題について研究しており、また研究の国際的、あるいは比較の観点からそれらの課題を専門とする研究者を集めている。またマックス・ヴェーバー・プログラムはヨーロッパ最大の社会科学のポストドクター課程であり、欧州委員会が資金を拠出している。
附属図書館には紙媒体、もしくはマイクロフォームでの本や論文、雑誌といった従来型の資料が豊富に所蔵されているほか、デジタル媒体の資料も集められている。図書館には法学、経済学、歴史・文明学、政治・社会科学にかんするおよそ3,000の発行中の雑誌、7万以上の研究報告書、約50万冊の書籍が収められている。

## キャンパス
EUIのキャンパスはフィレンツェを望む丘陵地帯に置かれている。キャンパス内には歴史学的、建築学的に価値のある建物が多く点在し、そのなかにはフィエゾラーナ大修道院やヴィラ・スキファノイアなどルネサンス期の建造物が多く使用されている。
ヴィラ・サルヴィアティにはEUIに附属するかたちで欧州連合 (EU) の歴史文書館が常設されている。同館にはヨーロッパ関連機関の原文所が保管され、また閲覧することができ、EU研究に関する貴重な資料が保管され、世界中から研究者が集っている。

## 組織
おもな機関として、学術評議会、研究評議会、財務委員会と加盟国の代表者からなる最高理事会がある。学長は2002年からイヴ・メニが務めており、またこれを補佐する事務局長には2007年からマルコ・デル・パンタ・リドルフィが就いている。

## 課程・フェローシップ

### 博士課程
EUIの博士課程では経済学、歴史・文明学、法学、政治・社会科学を対象としている。毎年140人ほどの学生が博士号取得のために4年間の課程に登録しており、論文を完成させて国際学術審査会の審査を合格した学生に対しては研究学位が与えられる。

#### 授与学位
- 経済学博士
- 歴史・文明学博士
- 法学博士
- 政治・社会学博士

### 法学修士課程
1984年以降、EUIでは比較ヨーロッパ・国際法学修士 (Master in Comparative, European and International Law) の学位（ LL.M. に相当する）を取得することができる課程を設置している。

### 博士研究員制度
EUIでは社会科学分野でポストドクターを対象とするいくつかのフェローシップを設定している。
- マックス・ヴェーバー・プログラム・フェローシップ
- ジャン・モネ・フェローシップ
- フェルナン・ブローデル・シニア・フェローシップ

## 機関紙・研究出版
以下の出版物がEUIから発行されている。
- EUI Review - 年3回発行される広報紙
- The President's Annual Report
- Doctoral Grants & Postdoctoral Fellowships in Florence - 年間計画書
- Robert Schuman Centre Brochure - 年1度発行

EUIの文書保存館である Cadmus では書誌参照がまとめられ、またEUIのアカデミック・コミュニティ会員による刊行物（研究報告書、著書、寄稿書籍、電子図書、記事、論文）の全文の一覧が整理されている。

## 卒業生
EUIで博士号を取得した研究者は、その多くが欧米の大学、EU関連の機関、及び、その他の国際機関に勤務している。卒業生の中には政府内での役職に就いているものや政治家もいる。卒業生のおよそ3分の1が出身国外で就職している。卒業生による団体 EUI Alumni Association が組織されているが、EUIに最低1学年度在籍していたことがあるすべての研究生には総会に参加し、機関決定のさいの投票権が与えられているが、およそ180名の入会に留まっている。会員は執行委員会や団体内の機能に関するそのほかの委員会に立候補する権利を有している。一方、フェイスブックのEUI Alumni Associationには800名以上が加入し、様々な研究・同窓会活動を実施すると共に、研究機関・国際機関の公募など情報交換も頻繁に行われている。

## 歴代学長
- マクス・コーンスタム （ オランダ 1976年 - 1981年）
- ヴェルナー・マイルホファー （ ドイツ 1982年 - 1988年）
- エミール・ノエル （ フランス 1989年 - 1993年）
- パトリック・マンデルソン （ アイルランド 1994年 - 2001年）
- イヴ・メニ （ フランス 2002年 - ）

## 日本人　ジャン・モネ・フェローシップ研究員
- 遠藤乾 (北海道大学大学院 法学研究科・公共政策大学院 教授)
- 田中俊郎　(慶應義塾大学 法学部 名誉教授 / 元EU学会 理事長)

## 日本人　博士号授与者
- 岩佐托朗 (大阪経済大学 情報社会学部 教授)
- 鈴木均　(新潟県立大学 国際地域学部 国際地域学科 准教授)

## 参照
1. ↑  http://www.eui.eu/About/Organization/PresidentSecretaryGeneral/Index.aspx
2. ↑  Information for Post-doctoral applicants （英語）